# Jorge Enrique Abello
Jorge Enrique Abello (Bogotá, 28 de fevereiro de 1968) é um ator colombiano.

## Biografia
Abello, filho de Alberto Abello de Sucre e Heidi Moreno, nasceu em Bogotá e foi o irmão caçula de Alberto, Eduardo, Juan Manuel e María Inés. É descendente de Antonio José de Sucre, nome renomado da Independência do Equador, Peru e Bolívia. Estudou bacharelo na Pontifícia Universidade Xaveriana e, logo após, concluir a graduação, ingressou na carreira artística.

## Filmografia

### Televisão
- Espérame al final (1992) - Gilberto
- Caballos de fuego (1994)
- Las ejecutivas (1995) - Felipe Sáenz
- Tentaciones (1996) - Juan Andrés
- La viuda de Blanco (1996) - Dilmas Pantoja
- La mujer en el espejo (1997) - Camilo Linares
- Perro amor (1998) - Diego Tamayo
- Un mundo para Julius (1998) - Álvaro Moreno
- Yo soy Betty, la fea (1999) - Armando Mendoza
- Ecomoda (2001) - Armando Mendoza
- La costeña y el cachaco (2002) - Antonio Andrade
- Anita, no te rajes (2004) - Eduardo José
- Decisiones (2005) - Marcos Rivero
- Merlina, mujer divina (2005) - Damián Ángel
- Llama del fijo amor (2006) - Alonso
- Los Reyes (2006) - Jorge Enrique Abello
- En los tacones de Eva (2006) - Juan Camilo Caballero / Eva María León Jaramillo viúva de Zuloaga
- Aquí no hay quien viva (2008) - Fernando
- iCarly (2009) - Presidente da TVS
- A corazón abierto (2010) - Mauricio Hernández
- ¿Dónde está Elisa? (2012) (2012) - Cristóbal
- Los graduados (2013) - Pablo Urrutia
- Sinú, río de pasiones (2016) - Coronel Arteaga
- La ley del corazón (2017) - Don Carlos / Segundo Camargo
- La Nocturna (2017) - Mario Quiñones
- Betty en NY (2019) - Armando Mendoza Sáenz (Cameo)
- El Inquisidor (2019) - Simón Restrepo
- Operación Pacífico (2020) - Manuel Mejía Montes "El Señor M"

### Teatro
- Hamlet (2005) - Horacio
- El Principito (2007) - Zorro
- Tu ternura Molotov (2008) - Daniel

## Prêmios e indicações
| Ano  | Prêmio                                   | Categoria                         | Indicação               | Resultado |
| ---- | ---------------------------------------- | --------------------------------- | ----------------------- | --------- |
| 2015 | Nickelodeon Colombia Kids' Chooce Awards | Menino Trendy                     | O Mesmo                 | Venceu    |
| 2013 | India Catalina                           | Melhor ator protagonista          | ¿Dónde está Elisa?      | Indicado  |
| 2007 | India Catalina                           | Melhor ator principal             | En los tacones de Eva   | Venceu    |
| 2000 | India Catalina                           | Melhor ator principal             | Yo soy Betty, la fea    | Indicado  |
| 2014 | Prêmio TVyNovelas                        | Melhor ator antagonista           | Los graduados           | Indicado  |
| 2011 | Prêmio TVyNovelas                        | Melhor ator antagonista           | A corazón abierto       | Venceu    |
| 2007 | Prêmio TVyNovelas                        | Melhor ator protagonista          | En los tacones de Eva   | Indicado  |
| 2004 | Prêmio TVyNovelas                        | Melhor ator protagonista          | La costeña y el cachaco | Indicado  |
| 2003 | Prêmio TVyNovelas                        | Melhor ator protagonista de série | Ecomoda                 | Indicado  |
| 2001 | Prêmio TVyNovelas                        | Melhor ator protagonista          | Yo soy Betty, la fea    | Venceu    |
| 1999 | Prêmio TVyNovelas                        | Melhor ator coadjuvante           | Perro Amor              | Indicado  |
| 1995 | Prêmio TVyNovelas                        | Melhor ator revelação             | Caballos de Fuego       | Venceu    |